# Galizia occidentale
La Nuova Galizia o Galizia occidentale (in tedesco Neugalizien o Westgalizien; in polacco: Nowa Galicja o Galicja Zachodnia) fu una regione amministrativa della monarchia asburgica costituita dai territori annessi all'Austria con la terza spartizione della Polonia.

## Storia

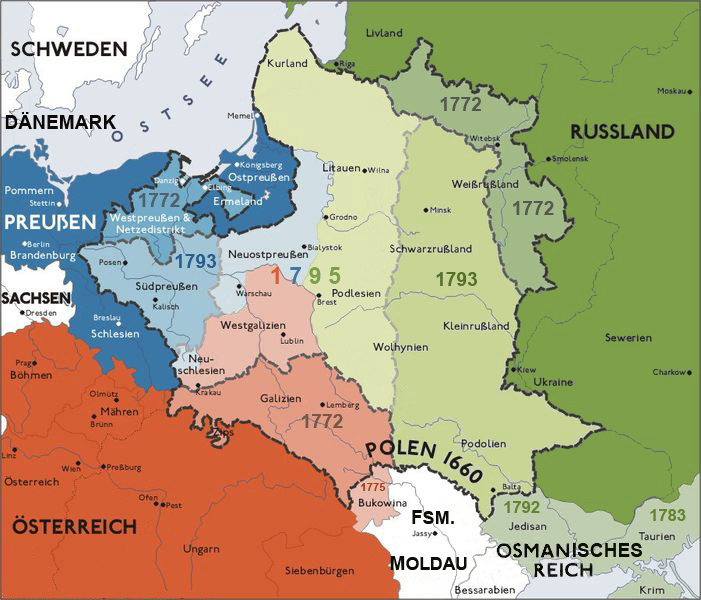
La Polonia-Lituania ai confini del 1771 e le spartizioni del 1772, 1793 e 1795

Dopo la fallita insurrezione di Kościuszko del 1794, l'imperatore d'Austria Francesco II d'Asburgo-Lorena si accordò con l'imperatrice Caterina II di Russia per una nuova spartizione della Polonia (che cancellò definitivamente la confederazione polacco-lituana), decisione alla quale si unì anche il Regno di Prussia il 24 ottobre 1795. La monarchia asburgica, che non aveva partecipato alla seconda spartizione del 1793 (a differenza di Russia e Prussia), ricevette ora una quota che comprendeva le terre a nord del Regno di Galizia e Lodomeria guadagnate nella prima spartizione del 1772. La monarchia asburgica occupò quindi l'intera Piccola Polonia, estendendosi lungo l'alto fiume Vistola alla periferia di Praga e Varsavia, gli affluenti del Bug Occidentale e del Pilica che andarono a formare il confine settentrionale con la Nuova Prussia orientale, appena annessa al Regno di Prussia.
Nel 1803 fu accorpata al Regno di Galizia e Lodomeria, ma mantenne una certa autonomia. Rimase territorio dell'Impero austriaco anche quando, nel 1807, Napoleone I di Francia creò il Ducato di Varsavia dai territori della Grande Polonia che la Prussia aveva annesso nella seconda e terza spartizione e che ora fu costretta a rinunciare in base al trattato di Tilsit. 
L'Austria perse la Nuova Galizia nella guerra della quinta coalizione del 1809, dopo che un corpo sotto l'arciduca Ferdinando Carlo Giuseppe d'Austria-Este il 15 aprile 1809 iniziò la guerra austro-polacca invadendo il filofrancese ducato di Varsavia. Nonostante i piani dell'arciduca di imporsi come liberatore nazionale, fu sfidato dalle forze del principe Józef Poniatowski nella battaglia di Raszyn. L'Austria fu infine sconfitta nella battaglia di Wagram il 6 luglio, dopo di che la Nuova Galizia fu annessa al Ducato di Varsavia col trattato di Schönbrunn.
Col Congresso di Vienna del 1815, il territorio divenne parte della Polonia del Congresso, governata in unione personale dall'imperatore Alessandro I di Russia, mentre Cracovia mantenne nominalmente la sua indipendenza come Città Libera di Cracovia.

## Distretti
Dal 1797 la sede del governo locale (Gubernium) venne ubicata a Cracovia (in tedesco Krakau). La provincia era divisa in dodici distretti:
- Biała Podlaska
- Chełm
- Józefów
- Kielce
- Końskie
- Cracovia
- Lublino
- Łuków (amministrazione distrettuale a  Radzyń Podlaski)
- Mińsk (amministrazione distrettuale a  Wiązowna)
- Radom
- Sandomierz, dal 1798 a Opatów
- Siedlce